# Wolseley W.4A* Viper

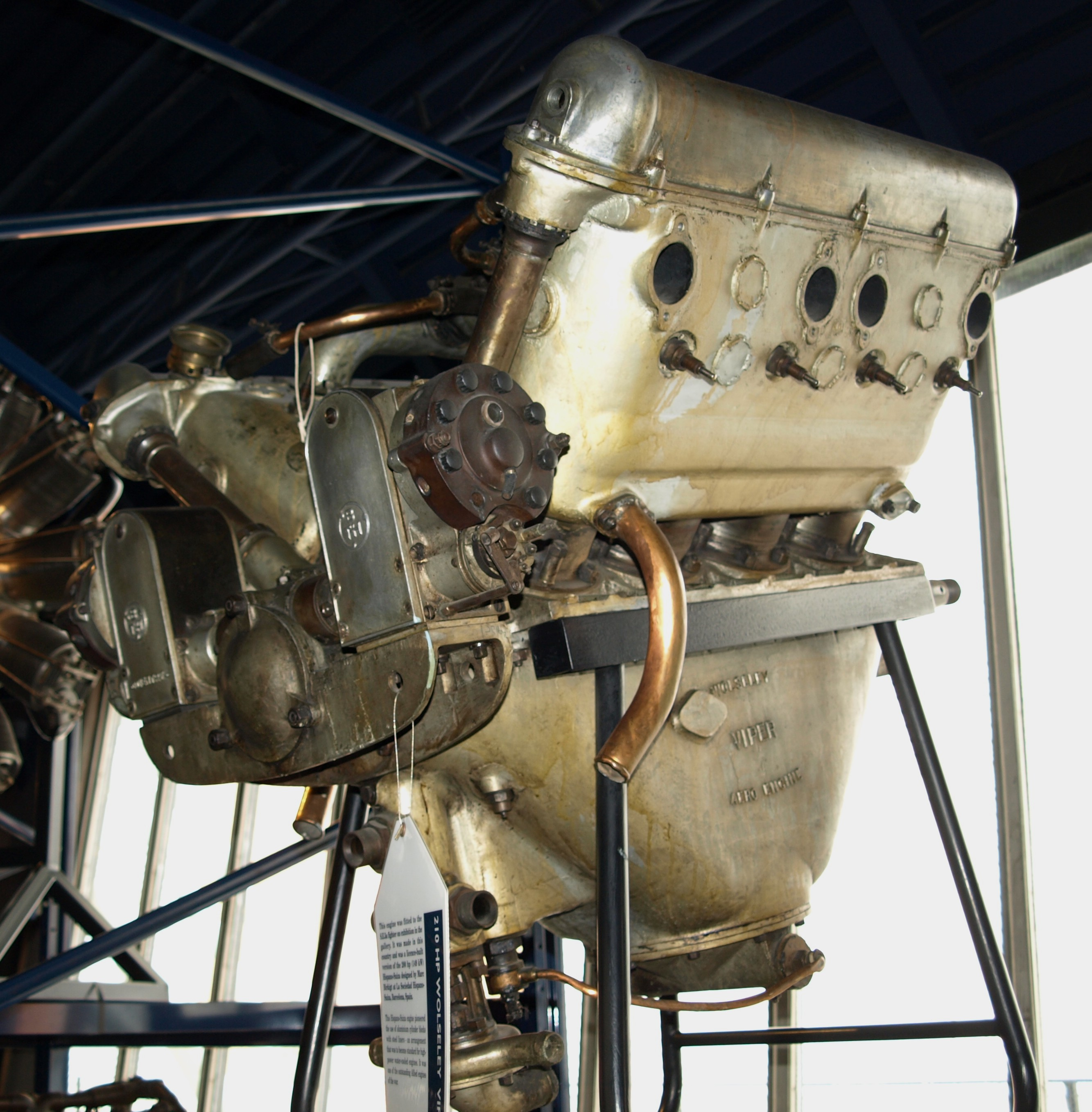
Zadní pohled na zachovalý V motor Wolseley Viper

Wolseley Viper — letecký motor vyráběný roku 1918 anglickou firmou Wolseley Motors Ltd. Jednalo se o licenci francouzského motoru Hispano-Suiza 8Ab o výkonu 180 koní. Motor měl na rozdíl od francouzského vzoru unašeč vrtule podle britských standardů. Vyjma prvních osmi kusů dostaly všechny ostatní klikový hřídel s protizávažími. Vyráběl se poměrně krátce, záhy byl doplněn (a později nahrazen) motorem Wolseley Adder, vybaveným reduktorem.
Motor Viper poháněl letouny Avro 552, Martinsyde F.6, S.E.5a, Sopwith T.1 Cuckoo či Sopwith Antelope.

## Sériově vyráběné verze
- Wolseley W.4A* Viper, 200 hp

## Technická data motoru W.4A* Viper, 200 hp
- Typ: čtyřdobý zážehový vodou chlazený vidlicový osmiválec, bloky válců svírají úhel 90 stupňů, s přímým náhonem vrtule

- Vrtání válce: 120 mm
- Zdvih pístu: 130 mm
- Celková plocha pístů: 904,78 cm²
- Zdvihový objem motoru: 11 762 cm³
- Kompresní poměr: 5,30
- Rozvod: dvouventilový
- Mazání: tlakové, oběžné
- Zapalování: magnety
- Příprava palivové směsi: dvěma karburátory Zenith Duplex
- Hmotnost suchého motoru (tj. bez provozních náplní): 226,8 kg

- Výkony:
  - vzletový: 200 hp (149 kW) při 2000 ot/min
  - maximální: 225 hp (168 kW) při 2100 ot/min